# Токійський філармонічний оркестр
Токійський філармонічний оркестр (яп. 東京フィルハーモニー交響楽団) — найстаріший і найбільший симфонічний оркестр в Японії, що базується в Токіо.
Оркестр був заснований в місті Нагоя 1911 року. В 1938 база оркестру була перенесена в Токіо. З цього моменту оркестр став грати помітну роль у культурному житті країни. Під орудою німецького диригента і композитора Манфреда Гурлітта, який керував Токійським філармонічним оркестром з 1940 року, він вперше познайомив японську публіку з шедеврами європейського симфонічного та оперного репертуару. Незабаром після Другої світової війни Токійський філармонічний оркестр став повністю незалежною від держави організацією і отримав свою нинішню назву.
Сьогодні Токійський оркестр, що складається з 166 музикантів, є найбільшим в Японії. Він регулярно виступає з симфонічними програмами, оперними та балетними постановками на трьох провідних концертних майданчиках Токіо: «Bunkamura Orchard Hall», «Suntory Hall» та «Tokyo Opera City». Його основна база - концертний зал «Orchard Hall», що входить в комплекс культурного центру Бункамура. Оркестр випускає записи і співпрацює з телерадіокорпорацією NHK, гастролює в Європі. Крім того, Токійський філармонічний оркестр бере участь у записі саундтреків до мультфільмів («Повернення кота») і комп'ютерних ігор («Kingdom Hearts II», «Ace Attorney»).
З Токійським філармонічним оркестром співпрацюють багато відомих музикантів світу. Серед диригентів, що працюють з ним: Манфред Гурлітт, Казуо Ямада, Чон Мен Хун, Паскаль Верро. З 2000 а посаду головного запрошеного диригента в оркестрі займає Володимир Федосєєв.